# Buntul Peteri
Buntul Peteri is een bestuurslaag in het regentschap Bener Meriah van de provincie Atjeh, Indonesië. Buntul Peteri telt 613 inwoners (volkstelling 2010).